# Државна заједница Пољске и Литваније
Пољско-литванска државна заједница, Државна заједница оба народа или колоквијално познатије као Жечпосполита (пољ. Rzeczpospolita Obojga Narodów, рутен. Рѣчъ посполитая ѡбоига народовъ, лат. Serenissima Respublica Poloniae), је држава која је постојала између 1569. и 1791. у средњој и источној Европи. Званичан назив државе би се могао превести као Државна заједница пољске круне и Велике кнежевине Литваније. Државе које су сачињавале уније биле су Краљевина Пољска и Велика кнежевина Литванија. Њена територија се око 1600. састојала од територија многих данашњих држава - Пољске, Литваније, Летоније, Белорусије и делова Русије (области око Смоленска и Калињинграда), Естоније, Румуније и Украјине.
Државна заједница је настала 12. августа 1569, „Лублинском унијом” и наследила је Пољско-литванску унију која је постојала од 1386. То је била федерална држава са заједничким изборним монархом и заједничким парламентом (Сејм). У избору краља и владању државом учествовали су племићи који су чинили око 10% становништва земље. Племство се делило на ниже племство — шљахта, и више племство — магнати. Била је то вишенационална држава, чије је хетерогено становништво припадало различитим религијама: католичкој, протестантској и православној цркви, јудаизму и исламу. Ово је редак рани пример међуконфесионалне толеранције у Европи. Доминантна привредна активност била је пољопривреда.
Племство је за краљеве често бирало стране владаре, попут чланова шведске династије Васа или саксонске династије Ветин. Међу њима су били Француз Анри Валоа и Мађар Стефан Батори. У време раног 17. века, Пољско-литванска држава је избегла разарања Тридесетогодишњег рата и проширила се на исток у Пољско-руском рату 1609–1618, када је 1610. заузела Московски кремљ и избила на обалу Црног мора. Ратовала је против Русије, Шведске и вазала Османског царства. Заједница је претрпела два снажна ударца средином 17. века. Први је била прва велика побуна козака у историји 1648. (устанак Хмељницког уз помоћ Кримских Татара). Побуњеници су затражили заштиту од руског цара 1654, чиме је Русија постепено преузела доминацију у Украјини. Други велики ударац је била шведска инвазија из 1655. подржана од трупа из Трансилваније и Бранденбурга. Тиме је значајно ослабила моћ Пољско-литванске државе. 
Последњи велики тренутак у историји Пољско-литванске државе збио се 1683. када су трупе краља Јана III Собјеског разбиле турску опсаду Беча 1683. и тиме заувек окончале турску претњу средњој Европи. Због овог подвига, државна заједница је добила епитет Бедема хришћанства (Antemurale Christianitati). За време грађанских револуција у свету (Рат за независност САД, Француска револуција) у Пољској је донет либерални Устав од 3. маја 1791. Овај покушај реформе је стигао прекасно, пошто је држава већ запала у анархију и под веома изражен страни утицај. Уследила је Прва деоба Пољске 1772, чиме је престао пољско-литвански дуалитет. Преостали делови државе уједињени су у унитарну државу. Суседне апсолутистичке монархије (Пруска, Аустрија, Русија) су после две године извршиле Другу деобу Пољске, а после још две године, последњу и коначну Трећу деобу Пољске. Пољска и Литванија су тиме нестале као суверене државе са политичке карте Европе све до 1918.
Унија је имала бројне карактеристике јединствене у савременим државама. Њен политички систем је карактерисала строга контрола монархијске моћи. Такав вид надзора је донео законодавни орган (сејм) који је контролисало племство (шљахта). Овај идиосинкратски систем био је претеча модерних концепата демократије, од 1791. уставне монархије, а касније и федерације. Иако су две компоненте Комонвелта биле формално изједначене, Пољска је била доминантан партнер у унији.
Пољско-литванску заједницу обележиле су висока стопа етничке разноликости и релативна верска толеранција, загарантована Варшавским актом о конфедерацији из 1573; међутим, степен верске слободе се временом мењао. Устав из 1791. године је признао католицизам као „доминантну религију”, за разлику од Варшавске конфедерације, али је слобода веровања и даље била подржана.